# 植物生理学
植物生理学（しょくぶつせいりがく）とは、植物学の一分野で、植物の生理機能を研究する領域である。光合成、呼吸、植物ホルモン、生長、栄養、光形態形成、環境に対する応答（屈性や休眠）などを研究対象とする。 関係する分野には植物形態学、作物学、植物病理学、生化学、分子生物学などがある。
歴史は古く、17世紀までさかのぼる。フランシス・ベーコンは水栽培実験により、土壌は植物を支えるだけであると考えた。続いてヤン・バプティスト・ファン・ヘルモントは1648年に定量的な実験を行い、植物の重量は土壌ではなく水のみから得られると結論した。17世紀末にはジョン・ウッドワードが土壌成分も生育に重要であることを示し、18世紀にスティーヴン・ヘイルズがこれをさらに発展させた。
19世紀になるとユリウス・フォン・ザックスが以上のような植物の栄養に関する研究をまとめ、植物生理学という分野を確立した。19世紀には生長や屈性についての研究も始まり（ザックスらのほか、ダーウィン父子の研究もよく知られる）、植物ホルモンを示唆する結果が得られた。
20世紀になると光合成の明反応・暗反応の存在が予想され、これは20世紀半ばの生化学の発展により具体的に解明された。一方、生長調節などに関わる植物ホルモンも20世紀前半から実体が次第に明らかにされ、現在では長らく不明だった花成ホルモンの実体や、その他のホルモンの分子メカニズムの解明が進みつつある。